# Cabendadorp
Cabendadorp is een plaats in Suriname, bewoond door een kleine honderd inheemse Surinamers van het volk Karaïben Cabendadorp is gelegen in het district Para aan de verbindingsweg van Zanderij naar Kraka (aan de Avobakaweg), ongeveer vijftien kilometer vanaf het Johan Adolf Pengel International Airport.

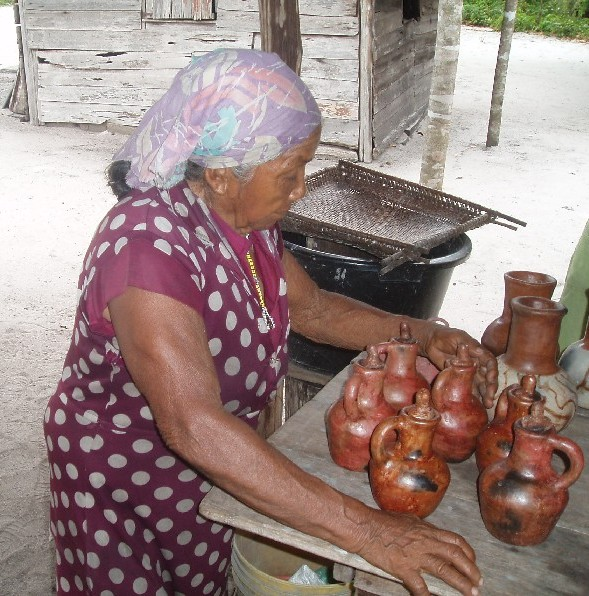
Mevrouw Toenaé met haar keramiek

Het dorp is vooral bekend om de pottenbakkerskunst van de familie Toenaé, van wie Julius Leo Toenaé ook bekendheid geniet als verteller.
Het dorp was voor zijn stroomvoorziening afhankelijk van een dieselgenerator, maar eind 2005 werd een begin gemaakt met de aansluiting van het dorp op het elektriciteitsnet. De Stichting Ecosysteem 2000 heeft er een project lopen om de savannegebied te transformeren in vruchtbare teeltgrond (ananas, cassave, banaan, stikstofbinders). 